# Рибно (Кольський повіт)
Рибно (пол. Rybno) — село в Польщі, у гміні Пшедеч Кольського повіту Великопольського воєводства.
Населення — 290 осіб (2011).
У 1975-1998 роках село належало до Конінського воєводства.

## Демографія
Демографічна структура станом на 31 березня 2011 року:
|          | Загалом | Допрацездатний вік | Працездатний вік | Постпрацездатний вік |
| -------- | ------- | ------------------ | ---------------- | -------------------- |
| Чоловіки | 139     | 34                 | 93               | 12                   |
| Жінки    | 151     | 24                 | 89               | 38                   |
| Разом    | 290     | 58                 | 182              | 50                   |